# 劉光桐
劉光桐，原名劉同貴，台灣京劇演員、歌仔戲導演，國立台灣師範大學創造力發展研究所碩士，現任國立台灣戲曲學院歌仔戲學系專任教師。
幼年考進中華民國陸軍的京劇團隊陸光劇隊附設的陸光劇藝實驗學校（陸光劇校）學京劇表演藝術，工武淨（架子花臉、武花臉、架子花）。
他的碩士論文是〈歌仔戲導演創作歷程之研究〉（2008年）。
曾應邀給明華園等許多歌仔戲劇團執導大型舞台歌仔戲公演，導演作品有《水萍怪影》、《薛平貴與王寶釧》、《孔雀膽》、《帝女·萬歲·劫》、《香蓮告青天》、《百里名醫》、《桃花搭渡》、《宮牆》、《鴛鴦錯》、《天下第一家》、《泣血蓮花陳靖姑》、《世間只有情難訴》、《范蠡獻西施》、《鬼駙馬》、《聚寶盆》、《暗戀桃花源》等。